# Brian Leepel
Brian Leepel (Hoogeveen, 12 juli 1981) is een Nederlands-Antilliaans voormalig profvoetballer van Molukse afkomst die uitkwam voor FC Emmen.

## Loopbaan
Leepel begon op 6-jarige leeftijd met voetballen bij JVC Julianadorp. Sindsdien voetbalde hij bij CVV Willemstad in Curaçao en het nationale elftal van de Nederlandse Antillen onder de 17 jaar. 
Vanaf zijn 17de werd Brian Leepel contractspeler bij FC Emmen. Hij speelde één jaar in de jeugd en daarna zat Leepel tot zijn 22ste jaar in de eerste selectie. Op 16 oktober 1999 debuteerde Leepel in de Eerste Divisie voor Emmen in de 2-0 verloren wedstrijd tegen NAC Breda. Hij kwam daarbij in de 77ste minuut binnen de lijnen als invaller voor Berry Hoogeveen. Bij Emmen kwam hij in totaal vier officiële wedstrijden uit, waarna zijn contract in 2003 niet werd verlengd. Daarop keerde Leepel terug naar het Nederlands amateurvoetbal en speelde hij twee seizoenen voor FC Den Helder. 
In 2005 trok hij naar VV Hoogeveen, voor wie hij enige tijd in de Hoofdklasse speelde, destijds het derde niveau in Nederland, en met wie hij ook in 2008 de Noordelijke districtsbeker won, door in de finale Be Quick 1887 te verslaan. Voor VV Hoogeveen speelde Leepel 62 officiële wedstrijden voor Hoogeveen zondag.
Vanaf het seizoen 2010/11 speelde Leepel nog voor HZVV, voor wie hij tot 2014 meer dan honderd duels uitkwam in de Hoofdklasse en de Eerste klasse; dat sinds 2010 respectievelijk het vierde en vijfde niveau van Nederland was. In juli 2016 keerde Leepel op 34-jarige leeftijd terug bij VV Hoogeveen, om tot 2019 af te bouwen bij het meer bescheiden zaterdag-elftal.

## Statistieken
| Seizoen   | Club  | Competitie     | Wedstrijden | Doelpunten |
| --------- | ----- | -------------- | ----------- | ---------- |
| 1999/2000 | Emmen | Eerste divisie | 4           | 0          |